# Gospel Oak
Gospel Oak – piąty z kolei album irlandzkiej piosenkarki Sinéad O’Connor, wydany w formacie EP.

## Lista utworów
1. „This Is to Mother You” - 3:13
2. „I Am Enough for Myself” - 4:07
3. „Petit Poulet” - 3:44
4. „4 My Love” - 4:06
5. „This Is a Rebel Song” - 3:03
6. „He Moved Through the Fair” (Live) - 4:22